# カラバカ・デ・ラ・クルス
カラバカ・デ・ラ・クルス (Caravaca de la Cruz) は、スペイン・ムルシア州の都市。人口は26,240人（2008年）であり、地域の行政、経済の中心地である。州都ムルシアからは79kmの距離に位置している。
カラバカは重要な宗教センター（カトリック）となっている。

## 人口
| カラバカ・デ・ラ・クルスの人口推移 1900－2010           |
|                                                         |
| 出典:INE（スペイン国立統計局）1900年 - 1991年、1996年 - |

## ギャラリー

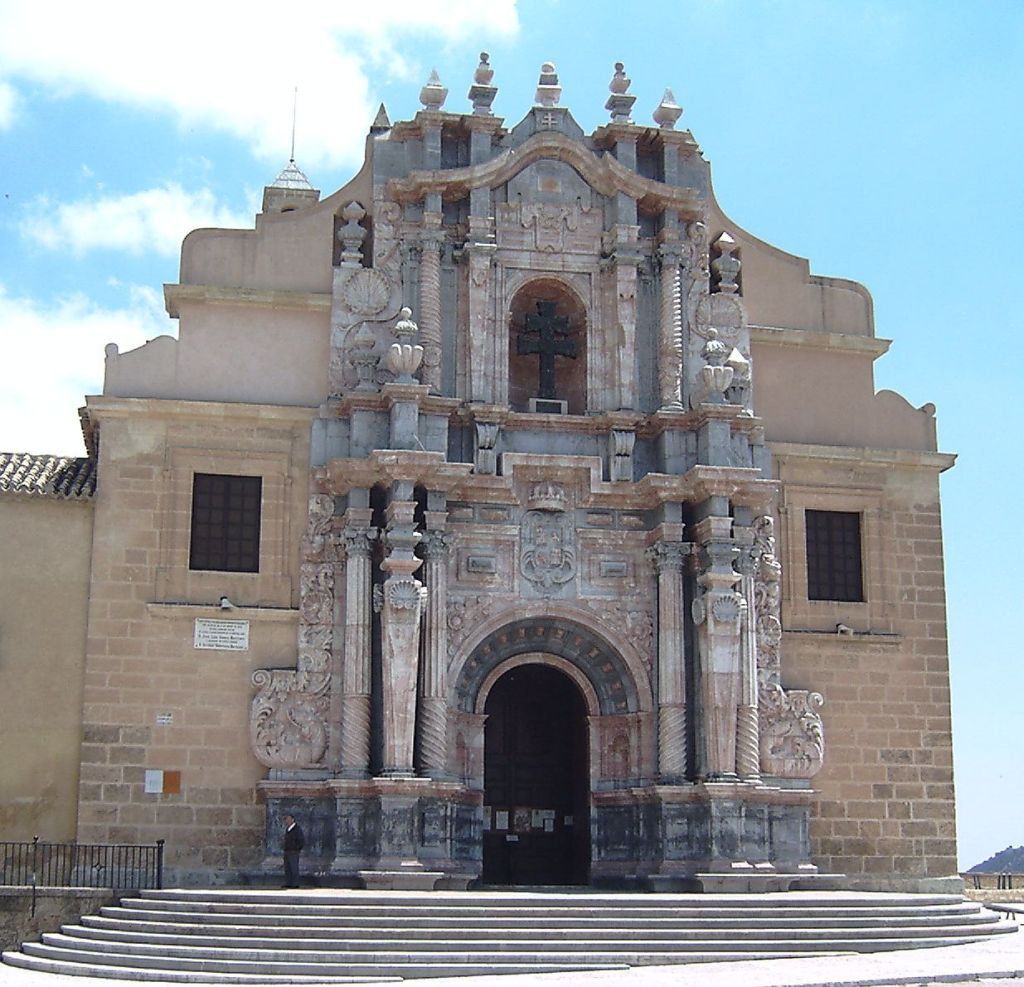
バシリカ
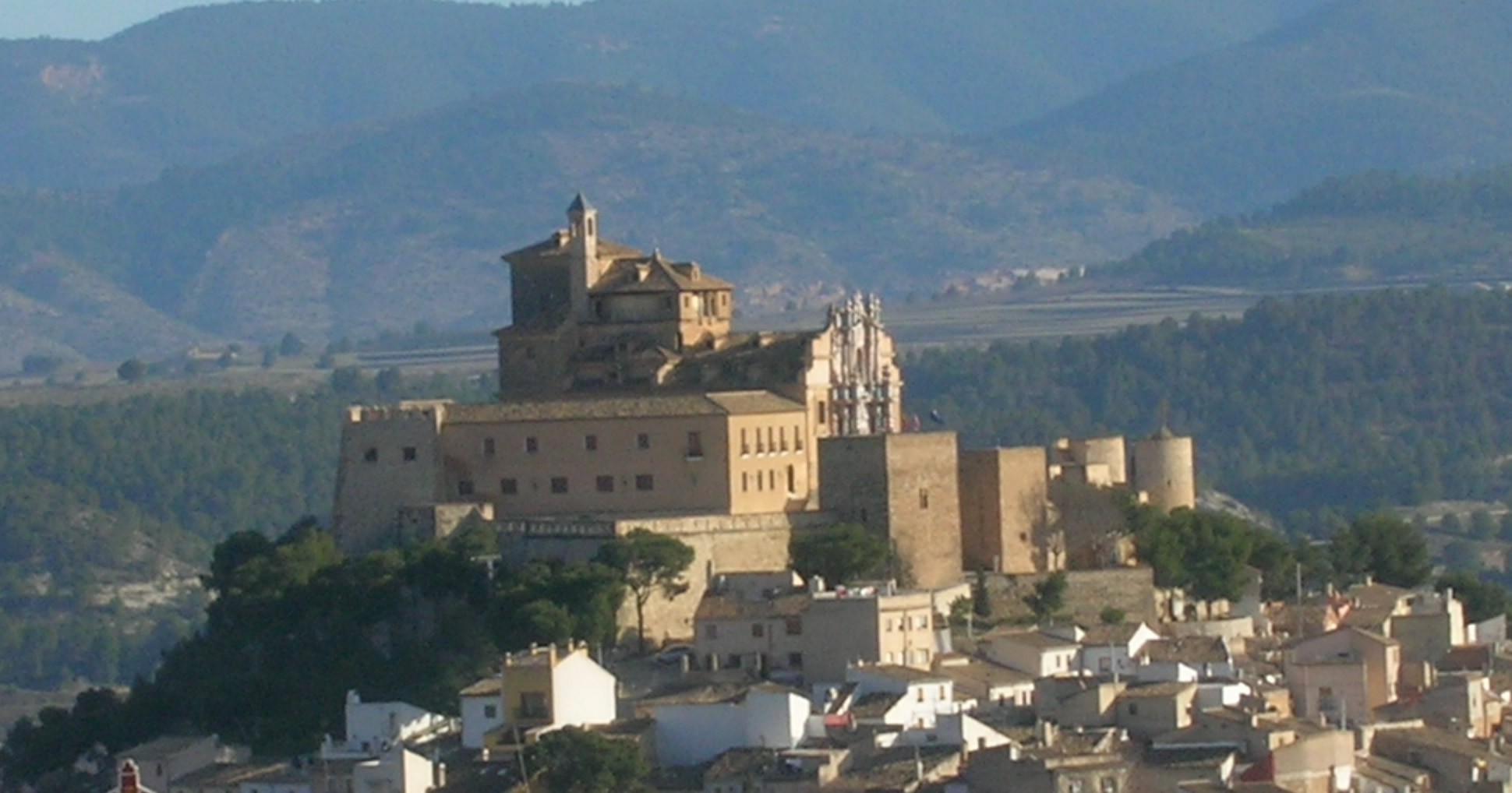
城
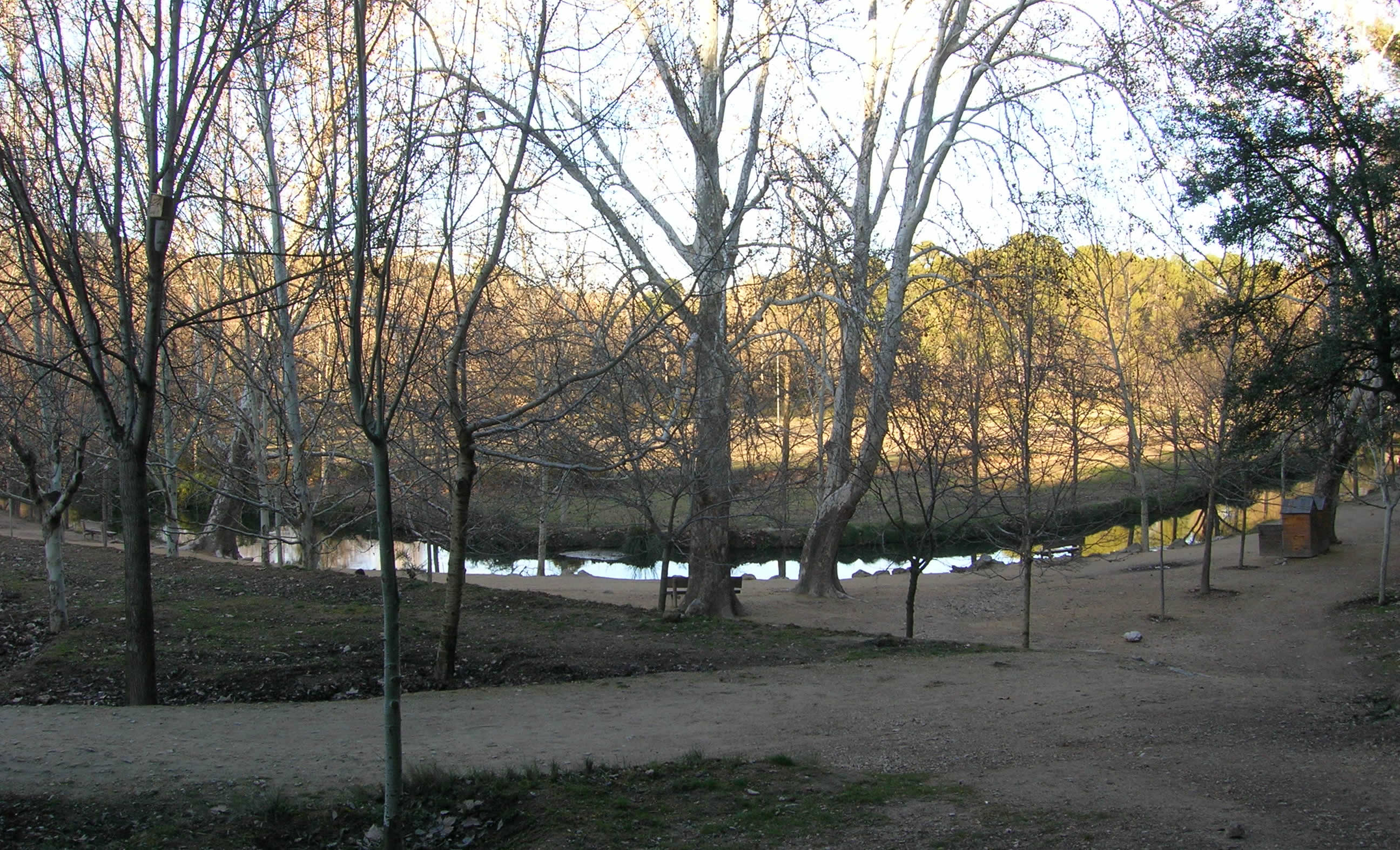
フエンテス・デ・マルケス

## 著名出身者
- ミスタ - サッカー選手